# Ecclésiaste Rabbah
L’Ecclésiaste Rabba (hébreu : קהלת רבה Ḳohelet Rabbah) est un Midrash Aggada sur le livre de l’Ecclésiaste, inclus dans la compilation du Midrash Rabba. Il suit le livre biblique verset par verset, seuls quelques versets n'étant pas commentés. Dans la liste des anciens sedarim pour la Bible, quatre sedarim sont assignés à l'Ecclésiaste, à savoir  i. 1, iii. 13, vii. 1, et ix. 7 ; le Midrash Ḳohelet était probablement divisé selon ces sections. Cela se déduit de la phrase "Sidra tinyana" insérée entre les commentaires à Eccl. vi. 12 et vii. 1, et de la phrase "Sidra telita'a" entre les commentaires à Eccl. ix. 5 et ix. 7. Ces phrases interviennent à la fin de la deuxième et troisième sections du midrash, de la même manière que "Seliḳ sidra" indique la fin des sections dans Ruth Rabbah et Esther Rabbah dans les éditions plus anciennes. Le commentaire de iii. 12 ayant été perdu, l'exposition de la conclusion de la première section est manquante. Rien ne reste pour indiquer où une section s'achève et où une commence, et il n'y a pas de remarques introductives au commentaire sur ii. 13. Mais une introduction manque aussi au commentaire à vii. 1 et ix. 7.

## Adaptations de Midrashim plus anciens
L'auteur s'est limité principalement à la compilation et à l'édition et n'a pas composé de nouvelles introductions aux sections. Œuvrant entre le VIe siècle et le VIIIe siècle, il a largement utilisé les introductions qu'il pouvait trouver dans des midrashim antérieurs — Bereshit Rabba, Pesiḳta, Eikha (Lamentations) Rabbati, Vayiḳra (Lévitique) Rabbah, Shir ha-Shirim (Cantiques) Rabbah — ou dans les anthologies à partir desquelles ces midrashim furent compilés. Cela montre le rôle important que les introductions aux midrashim plus anciens jouaient dans les midrashim postérieurs, puisqu'ils servaient soient de source soient directement de composants pour ces derniers. Pour les introductions aux commentaires sur le texte biblique et pour les homélies sur les sedarim et le cycle Pesiḳta, il était coutumier de choisir des textes qui ne se trouvaient pas dans le Pentateuque, mais principalement dans les Hagiographes, y compris l’Ecclésiaste. Cette pratique entraîna très tôt un traitement aggadique de nombreux passages de l’Ecclésiaste, qui à son tour fournit une grande partie de la matière servant à la compilation du Midrash Ḳohelet.
Les passages les plus longs dans le Midrash Ḳohelet sont les peti’htaot (« introductions ») à la Pessikta et à Vayikra Rabba, que l'auteur a toutes utilisées. Certaines introductions furent abrégées, et les introductions de divers midrashims furent combinées dans un commentaire sur un passage de l’Ecclésiaste. Par exemple, le long passage sur Eccl. xii. 1-7 est une combinaison de l'introduction à  Wayiḳra Rabbah xviii. 1 et de la vingt-troisième introduction à Ekah Rabbati (ed. Salomon Buber, pp. 9a-12a). Sur les 96 colonnes que le Midrash Ḳohelet comprend dans l'édition vénitienne, presque 20 sont occupés par des expositions que l'auteur a empruntées aux introductions aux Bereshit Rabba, Pesiḳta, Wayiḳra Rabbah, et Shir ha-Shirim Rabbah.
Il s'agit des commentaires à Eccl. i. 1, 3, 5, 18; ii. 2, 12b, 21, 23; iii. 1, 11, 15, 16; v. 4, 5, 8, 15; vi. 7; vii. 14, 23 et seq.; viii. 1; ix. 2, 15; x. 20; xi. 2, 6; xii. 1-7. 
Beaucoup d'autres passages, outre les introductions, ont été transférés de ces sources dans le Midrash Ḳohelet. Par ailleurs, il comprend plusieurs passages communs avec Ruth. R. : on peut comparer en particulier le commentaire sur Eccl. vii. 8 qui inclut l'histoire de Rabbi Meïr et de son maître Elisha bwn Avouya avec Ruth Rabba vi. (se rapportant au Livre de Ruth iii. 13), avec lequel il correspond presque mot à mot. Dans cet exemple, l'histoire n'a pas été empruntée directement à sa source dans Yer. Ḥag. ii. 77b, c.